# Радио (филм)
Радио (енгл. Radio) је филмска драма из 2003. године коју је режирао Мајк Толин, док главне улоге играју: Кјуба Гудинг Млађи и Ед Харис.

## Радња
Радио је надимак младића, црнца Џејмса са посебним потребама, који једва чита и пише. У свом граду су га стално исмевали, све док се није састао са тренером локалног фудбалског тима Џонсом, који је почео да помаже дечаку. Уз његову помоћ, Џејмс се описменио и запослио у тиму, радећи као навијач, помоћни тренер и менаџер.
Филм је заснован на стварним догађајима.
Истинита прича о Џејмсу „Радију” Роберту Кенедију и његовој вези са тренером средње школе Андерсон Харолдом Џонсом описана је у чланку Герија Смита у Спортс Илустрејтеду из 1996. Касније је поново објављен у Офсајд: Спортска кладионица Гарија Смита.

## Улоге
| Глумац             | Улога                |
| ------------------ | -------------------- |
| Кјуба Гудинг Млађи | Џejмс „Радио” Кeнeди |
| Ед Харис           | тренер Хaролд Џоунс  |
| Алфи Вудард        | директорица Денијелс |
| Ш. Епата Меркерсон | Меги Кeнeди          |
| Брент Секстон      | трeнeр Хоникат       |
| Крис Малки         | Френк Клeј           |
| Сара Дру           | Мери Хелен Џоунс     |
| Дебра Вингер       | Линда Џоунс          |

## Локације снимања
- Андерсон (Јужна Каролина, САД)
- Walterboro (Јужна Каролина, САД)

## Зарада
- Зарада у САД - 52.333.738 $
- Зарада у иностранству - 959.890 $
- Зарада у свету - 53.293.628 $